# دبس الرمان

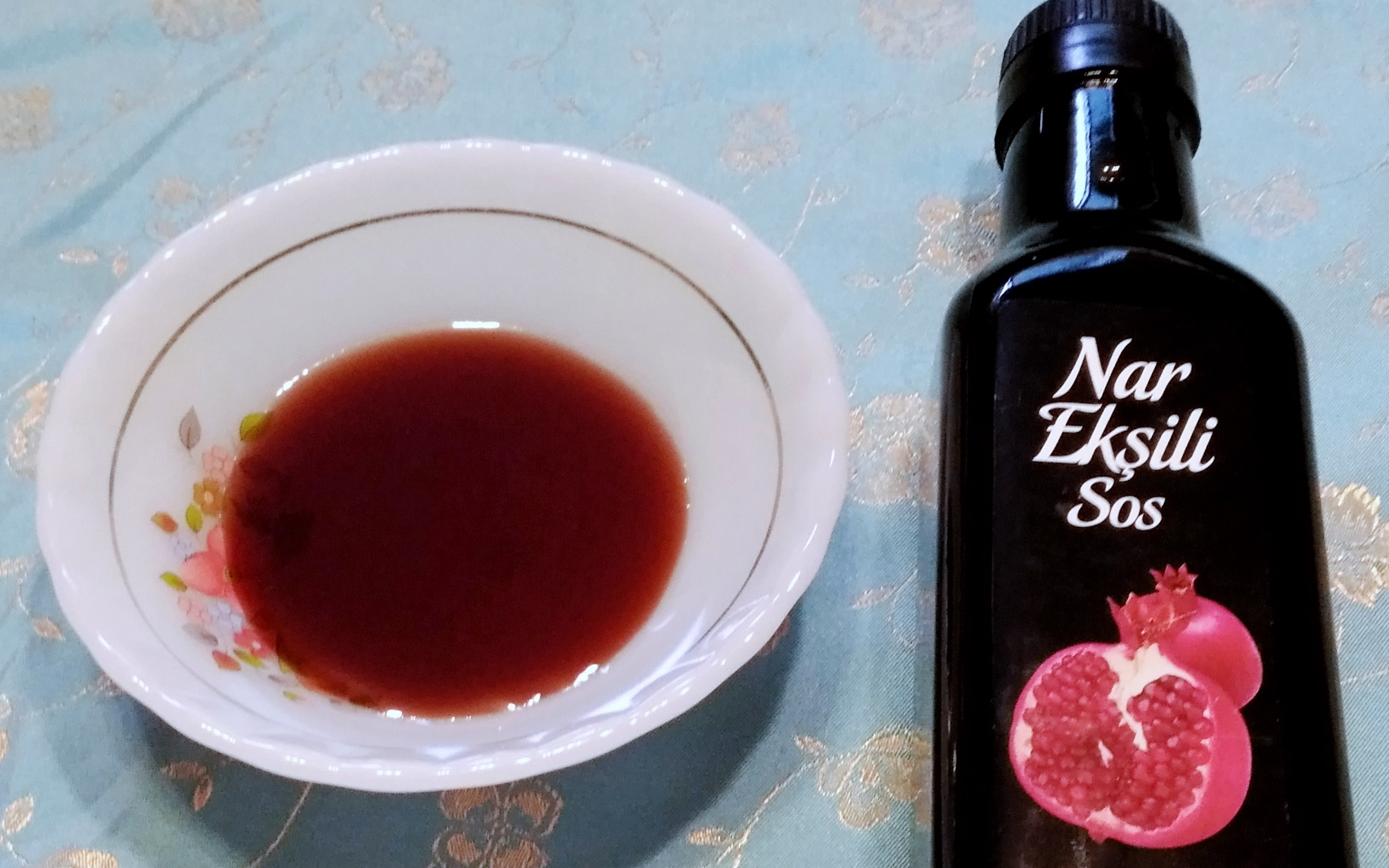
دبس الرمان

دبس الرمان هو سائل سميك يحضر من عصير ثمرات الرمان المكثف. طعمه شديد الحموضة مع القليل من الحلاوة، لونه أحمر قاتم.

## تحضيره
يمكن تحضير دبس الرمان منزلياً بالطريقة التالية:
يمكن تحضيره منزلياً باستخدام عصير الرمان فيغلى على النار وتزال الرغوة عن وجهه حتى يتكثف ويأخذ القوام المرغوب به. يمكن إضافة القليل من الملح عند نهاية الطهي.

## استخدامات دبس الرمان الطبية
دبس رمان هو خير الحموض المحفوظة التي تضاف إلى الطعام ويستعمل طبياً لمعالجة أمراض الفم واللثة.
لعصير الرمان الحامض خواص هاضمة ممتازة لارتفاع نسبة الحموض العضوية فيه وخاصة بالنسبة لهضم الدسم، وهذا يساعد أيضاً على الوقاية من النقرس ومنع تشكل الحصى الكلوية. لذا يستعمل بإضافته إلى المآكل الغليظة فيساعد على هضمها وعلى تخليص الأمعاء منها.

## استخدامات دبس الرمان الغذائية
- يستخدم بديلاً عن الحامض في تحضير الفتوش والسلطات.
- يستخدم في بعض الأطباق مثل اليخاني والبامية والكفتة بصلصة البندورة حيث يضفي على هذه الأطباق طعماً حامضاً لذيذاً.
- يستخدم في تحضير السندويشات، حيث يدهن السندويتش بدبس الرمان ثم يستكمل تحضير السندويتش.
- يضاف للشواء، إذ يعطي نكهات مميزة عند إضافته لتتبيلة اللحوم.
- يوضع على ورق عنب بزيت والمحاشي.
- يصنع منه شراب منعش لطيف مع السكر.